# 藤井大喜
藤井 大喜（ふじい たいき、1998年1月4日 - ）は、ジャパンラグビーリーグワン埼玉パナソニックワイルドナイツに所属するラグビー選手。

## プロフィール
- 岩手県出身[1]。
- ポジションはプロップ(PR)。
- 身長 183 cm、体重 114 kg
- U20日本代表に選ばれたことがある[2]。
- ジュニア・ジャパンに選ばれたことがある[3]。

## 略歴
中学時代はバレーボールをやっており、高校からラグビーを始めた。
2016年、黒沢尻工業高校卒業後、大東文化大学に入る。
2020年、大東文化大学卒業後、パナソニック ワイルドナイツ(現・埼玉パナソニックワイルドナイツ)に加入。
2021年3月28日にジャパンラグビートップリーグ第5節NECグリーンロケッツ戦に途中出場で公式戦初出場を果たす。